# Genetta victoriae
Genetta victoriae là một loài động vật có vú trong họ Cầy, bộ Ăn thịt. Loài này được Thomas mô tả năm 1901.